# Crisis en el fútbol colombiano de 2010-2011
La crisis del fútbol colombiano de 2011 es una serie de acontecimientos que han llevado a los sectores implicados con el fútbol en Colombia (clubes y equipos de fútbol profesionales, futbolistas y periodistas deportivos, entre otros) a declarar una situación de crisis económica, que ha obligado a la intervención del gobierno nacional, encabezado por el presidente de la República Juan Manuel Santos y el director del Instituto Colombiano del Deporte (Coldeportes) Jairo Clopatofsky mediante el seguimiento, control y vigilancia de los procesos administrativos y financieros de los equipos de fútbol y la modificación de la normatividad legal que, en el pasado, obligó a la mayoría de ellos a constituirse como organizaciones sin ánimo de lucro.

¡O cambiamos al fútbol o se nos acaba!
Juan Manuel Santos, en la ceremonia del Deportista del Año del diario El Espectador el 1 de diciembre de 2010.

Desde finales de 2010 se hablaba en varios medios de comunicación acerca de una crisis inevitable en el fútbol colombiano, derivada entre otros factores, de las deudas de los clubes profesionales en cuanto a salarios, seguridad social e impuestos, además de las bajas asistencias a los partidos.

## Antecedentes
Tras la finalización de la época de El Dorado con el Pacto de Lima de 1951 que se hizo efectivo en 1954, el entonces Campeonato Colombiano comenzaría a sufrir las consecuentes crisis económicas de los equipos afiliados a la DIMAYOR producto del desmejoramiento del espectáculo futbolero debido a la salida de las estrellas futboleras de la época dorada y la casi nula inversión de los equipos en sus propias divisiones inferiores, lo que, a su vez, provocaría el alejamiento de espectadores de los estadios y la subsecuente disminución del ingreso por taquillas. Por causa de lo anterior, se produciría un constante retiro y reingreso de equipos a la competición que duraría hasta 1971.
Para 1984, el Gobierno de Belisario Betancourt, intentando alinearse con tratados internacionales firmados (como la Carta Internacional de Educación Física y Deporte, adoptada por la UNESCO en 1978) para fomentar la práctica deportiva en la sociedad y, a la vez, darle una normatividad y una estabilidad legal (hasta entonces inexistente) a los clubes deportivos, sanciona el Decreto 2845 que declararía, en sus artículos 10 y 22, que todos los clubes de deportistas profesionales (incluyendo los clubes de fútbol) debían tener personería jurídica como corporaciones o asociaciones deportivas, lo que implicaba que los aportantes a la misma no tenían derecho de propiedad sobre el club ni a percibir ingresos por ello, conforme al tenor del artículo 637 del Código Civil colombiano.
Para ese entonces ya los carteles del narcotráfico habían visto a los clubes de fútbol como entidades apropiadas para el lavado de dinero y mafías como el Cartel de Cali o la de Gonzalo Rodríguez Gacha entraban como aportantes de los clubes América de Cali y Millonarios respectivamente, así como la sospecha de la existencia de dineros oscuros en varios equipos (incluyendo el Atlético Nacional, entre otros); y ello, sumado al poco control estatal, había provocado una nueva época de bonanza futbolística y espectáculo que alcanzó su cenit con las tres finales alcanzadas por el equipo escarlata, con un equipo con refuerzos extranjeros de alto nivel, en la Copa Libertadores de 1985, 1986 y 1987.
Sin embargo, una vez desmantelados los carteles de la droga por parte del estado colombiano a principios de los años 90, y con ellos el músculo financiero de sus aportes, se inició un endeudamiento excesivo de los clubes para conseguir jugadores competitivos, generando malas prácticas administrativas y laborales (como la doble contratación) e incumplimento de pagos a los jugadores, todo con la venia de la laxitud estatal. Mientras tanto, el gobierno actualizaba el decreto de 1984 con la Ley 181 de 1995 que, aunque ampliaba las opciones de constitución de clubes deportivos hacia las sociedades anónimas comerciales, no establecía mecanismos para trasladar las corporaciones o asociaciones sin ánimo de lucro ya existentes a dichas sociedades. De hecho, fue gracias a ese cambio normativo que fue posible la fundación de clubes como el Boyacá Chicó como sociedad anónima.

## Causas

### Corporaciones deportivas sin ánimo de lucro
Como ha expuesto Ramón Jesurún, expresidente de la División Mayor del Fútbol Colombiano (entidad que aglutina a los clubes profesionales "A" y "B") y presidente de la Federación Colombiana de Fútbol, la causa principal de la crisis es una "legislación obsoleta" creada en los años 1990, una vez varios clubes profesionales dejaron de tener la influencia del narcotráfico.

### Deudas de los clubes
Varios clubes del fútbol profesional (Categorías Primera A y Primera B) han presentado en los últimos años balances negativos, fruto de incumplimiento en pagos y malos manejos administrativos. El periódico El Tiempo reveló un documento de Coldeportes en el cual se registraron deudas de los clubes que ascendían a los 33.800 millones de pesos COL$ -aproximadamente 20 millones de dólares-, distribuidos de la siguiente manera:
| Deuda                  | Monto           |
| ---------------------- | --------------- |
| Impuestos              | 23'183 millones |
| Seguridad Social       | 1'990 millones  |
| Obligaciones laborales | 6'675 millones  |
| Total                  | 31'848 millones |

| Deuda                  | Monto          |
| ---------------------- | -------------- |
| Impuestos              | 859 millones   |
| Seguridad Social       | 136 millones   |
| Obligaciones laborales | 1'046 millones |
| Total                  | 2'041 millones |

Entre los clubes que más deudas tienen al momento de la publicación de El Tiempo, están América de Cali (18'575 millones), Cúcuta Deportivo (3'810 millones), Once Caldas (3'018 millones), Deportivo Pasto (1'029 millones) y Centauros Villavicencio (488 millones). Cabe destacar que el informe no incluye datos de Santa Fe y varios clubes de la segunda división: Atlético Bucaramanga, Alianza Petrolera, Expreso Rojo, Academia y Real Santander.

### El papel de Acolfutpro
Acolfutpro es la agremiación de futbolistas colombianos, dirigida por el exfutbolista Carlos González Puche, ha tenido un papel importante en la crisis, denunciando el incumplimiento de los clubes y estando en contacto directo con los futbolistas. En enero de 2011, denunciaron ante la procuraduría general de la Nación al director de Coldeportes, Jairo Clopatofsky, por no sancionar a los clubes con deudas antes del inicio de la temporada 2011 del fútbol colombiano.